# Arne Magnusson
Arne Magnusson, född den 11 oktober 1914 i Reftele, Jönköpings län, död där den 7 augusti 1994, var en svensk lantbrukare och politiker.
Magnusson var riksdagsledamot för centerpartiet i andra kammaren 1961–1964 och 1969–1970 och av enkammarriksdagen 1971–1979, invald i Jönköpings läns valkrets.